# Prastio (dystrykt Pafos)
Prastio (gr. Πραστιό) – wieś w Republice Cypryjskiej, w dystrykcie Pafos. W 2011 roku liczyła 8 mieszkańców.